# Patrick Groetzki
Patrick Groetzki (Pforzheim, 4 de julio de 1989) es un balonmanista alemán. Juega en la posición de extremo derecho y su actual equipo es el Rhein-Neckar Löwen de la Bundesliga, en el que milita desde 2007.
Debutó con la selección alemana el 17 de junio de 2009 en un partido contra Bielorrusia. Desde entonces ha sido internacional en 81 ocasiones, anotando 228 goles.

## Trayectoria
- SG Pforzheim/Eutingen (1994-2007)
- Rhein-Neckar Löwen (2007- )

## Palmarés
- Liga de Alemania de balonmano (2): 2016, 2017
- Copa EHF (1): 2013
- Supercopa de Alemania de balonmano (3): 2016, 2017, 2018
- Copa de Alemania de balonmano (2): 2018, 2023